# العلاقات الصينية القطرية
العلاقات الصينية القطرية هي العلاقات الثنائية التي تجمع بين الصين وقطر. مرت العلاقات الصينية القطرية بمراحل مهمة منذ إقامتها عام 1988. وتتصف العلاقات بين البلدين بالتعاون المستمر في المجال الاقتصادي والثقافي وتبادل الزيارات بين الطرفين. وقد وقع الطرفان عددا من الاتفاقيات ومذكرات تفاهم من بينها اتفاقية للتعاون الثقافي والتعليمي، واتفاقية تجنب الازدواج الضريبي ومنع التهرب المالي، واتفاقية للتعاون التجاري والاقتصادي، ومذكرة تفاهم بشأن دفع التعاون القطري الصيني في بناء الحزام الاقتصادي لطريق الحرير وطريق الحرير البحري بين وزارة الخارجية بدولة قطر، ولجنة الدولة للتنمية والإصلاح لجمهورية الصين الشعبية، ومذكرة تفاهم بين مصرف قطر المركزي وبنك الشعب الصيني حول تعزيز التعاون في الخدمات المالية بين دولة قطر و جمهورية الصين الشعبية.

## مقارنة بين البلدين
هذه مقارنة عامة ومرجعية للدولتين:
| وجه المقارنة                                              | الصين                    | قطر           |
| --------------------------------------------------------- | ------------------------ | ------------- |
| المساحة (كم2)                                             | 9.60 مليون               | 11.44 ألف     |
| عدد السكان (نسمة)                                         | 1.33 مليار               | 2.64 مليون    |
| الكثافة السكانية (ن./كم²)                                 | 138.54                   | 230.77        |
| العاصمة                                                   | بكين                     | الدوحة        |
| اللغة الرسمية                                             | اللغة الصينية القياسية   | اللغة العربية |
| العملة                                                    | رنمينبي                  | ريال قطري     |
| الناتج المحلي الإجمالي (بليون دولار)                      | 12.24 تريليون            | 167.61 مليار  |
| الناتج المحلي الإجمالي (تعادل القوة الشرائية) بليون دولار | 19.82 تريليون            | 316.40 مليار  |
| الناتج المحلي الإجمالي الاسمي للفرد دولار أمريكي          | 8.03 ألف                 | 73.65 ألف     |
| الناتج المحلي الإجمالي للفرد دولار أمريكي                 | 13.21 ألف                | 141.54 ألف    |
| مؤشر التنمية البشرية                                      | 0.728                    | 0.850         |
| رمز المكالمات الدولي                                      | +86                      | +974          |
| رمز الإنترنت                                              | .cn، .中国 ‏، .中國 ‏      | .qa           |
| المنطقة الزمنية                                           | توقيت الصين، ت ع م+08:00 | ت ع م+03:00   |

## منظمات دولية مشتركة
يشترك البلدان في عضوية مجموعة من المنظمات الدولية، منها:
| علم المنظمة | اسم المنظمة                               | تاريخ انضمام الصين | تاريخ انضمام قطر |
| ----------- | ----------------------------------------- | ------------------ | ---------------- |
|             | يونسكو                                    | 4 نوفمبر 1946      | 27 يناير 1972    |
|             | وكالة ضمان الاستثمار متعدد الأطراف        | 30 أبريل 1988      | 22 أكتوبر 1996   |
|             | الأمم المتحدة                             | 25 أكتوبر 1971     | 21 سبتمبر 1971   |
|             | الاتحاد البريدي العالمي                   | ?                  | ?                |
|             | البنك الدولي للإنشاء والتعمير             | 27 ديسمبر 1945     | 25 سبتمبر 1972   |
|             | المنظمة الهيدروغرافية الدولية             | ?                  | ?                |
|             | الاتحاد الدولي للاتصالات                  | 1 سبتمبر 1920      | 27 مارس 1973     |
|             | منظمة حظر الأسلحة الكيميائية              | ?                  | ?                |
|             | مؤسسة التمويل الدولية                     | 15 يناير 1969      | 11 أكتوبر 2008   |
|             | المركز الدولي لتسوية المنازعات الاستشارية | 6 فبراير 1993      | 20 يناير 2011    |
|             | منظمة التجارة العالمية                    | 11 ديسمبر 2001     | ?                |
|             | منظمة الشرطة الجنائية الدولية             | ?                  | ?                |

## أعلام
هذه قائمة لبعض الشخصيات التي تربطها علاقات بالبلدين:
- زو تشن (لاعبة شطرنج صينية، 16 مارس 1976 – )
- لي تشن (دبلوماسي صيني)

## وصلات خارجية
- موقع وزارة الخارجية الصينية
- موقع وزارة الخارجية القطرية